# 卡約兒
卡約兒（羅馬化：Kajol Debgôn，1974年8月5日—），原名：卡約兒·穆科吉，婚後名為：卡約兒·德乌根。她是活躍于二十世紀末的著名印度女演員，擅長演出不受傳統禮教約束的平民婦女，因此深得觀眾喜愛，曾經五度贏得印度影后稱號。  很多人認為她是寶萊塢電影史上最成功的女演員。

## 家庭背景
卡約兒生于寶萊塢一個著名的演員家庭。她的父親宿姆·穆科吉（Shomu Mukherjee）和兩個叔叔都是影片製片人，母親坦努加·穆科吉（Tanuja Mukherjee）是獲獎演員。姨姨努坦（Nutan）則是聲名遐邇的印度影后，至今依然保持著五度獲得《印度電影觀眾獎》的傲人紀錄。她的外婆（Shobhna Samarth）和祖婆（Rattan Bai）也曾是知名的印地語電影演員。
卡約兒有三個堂姐妹拉妮·穆科吉（Rani Mukerji）, Sharbani Mukherjee和Mohnish Behl 都是當代著名的寶萊塢電影演員。她的妹妹坦妮莎（Tanisha Mukherjee）也在影壇上嶄露頭角。卡約兒於1999年2月24日與演員阿傑·德烏根（Ajay Devgan）結婚，2003年4月女兒妮莎（Nysa）誕生。

## 電影事業
1992年，十七歲的卡約兒離開學校，開始從影生涯，處女作為《Bekhudi》 。她的表演馬上吸引了傳媒注意，隨之她開始同大型電影公司簽約。
一年以後，她的第二部影片《Baazigar》推出，在片中演沙·茹克·罕的情侶，觀眾十分欣賞，自此走紅，此後得以多次同沙合作拍片。
次年，同雅什－拉吉公司的愛情影片《Yeh Dillagi》推出，片中主要男主角為阿克夏·庫馬與沙伊夫·罕，影片票房大豐並令她首次獲得了《印度電影觀眾獎——最佳女演員獎》的提名。
1995年是卡約兒豐收的一年。她和沙·茹克·罕合作拍攝的兩部電影得到了當年票房的頭名與次名。先是Rakesh Roshan導演的影片《Karan Arjun》，隨後是Aditya Chopra導演的影片《Dilwale Dulhania Le Jayenge》。該片被認為是寶萊塢的長青片之一。至今已經總收入120亿卢比 (1.86亿美元)。 她終於如願以償得到了印度影后的稱號。
1996年她僅有一部電影出產，並沒有得到太大的注意。
1997年，卡約兒在電影《Gupt: The Hidden Truth》演出反角，此片票房收入排在當年的前列。她因此獲得《印度電影觀眾獎——最佳反派角色獎》。她演出一個泰米爾語電影《Minsaara Kanavu》也獲得成功，她首獲《印度南方電影觀眾獎》。在年末她還同未來的丈夫阿傑（Ajay Devgan）合作演出了一部成功的電影《情感（Ishq）》。

## 2006年至今

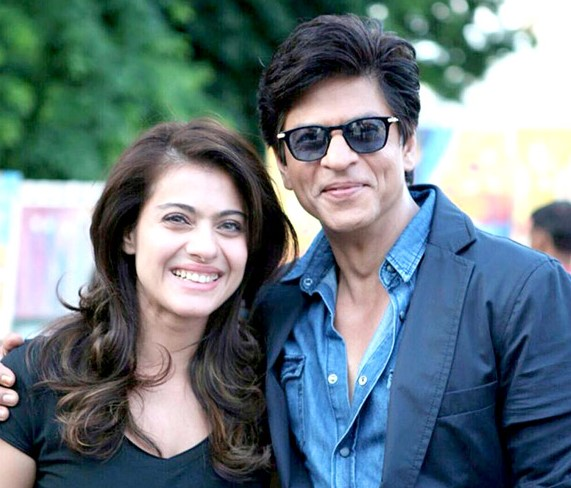
卡約兒和沙·茹克·罕。

2006年，卡約兒重回影壇，在庫納爾·柯立（Kunal Kohli）導演的戲劇片《戰禍年代》（Fanaa） 中露面，本片描述一個生于克什米爾的盲女同一個獨立戰士之間的愛情故事，後來成為年度最賣座的電影之一，因此她第四度得到《印度電影觀眾獎——最佳女演員》，在她之前僅有女演員米娜·庫馬麗和瑪都麗·荻西特得過四次該項獎，卡約兒逼近了五度得獎紀錄的保持者——她的姨媽奴丹（Nutan）。
2007年，卡約兒在拍攝她丈夫導演的第一部電影《U, Me Aur Hum》當中，她也曾應花拉·罕導演之邀在電影《珊蒂別傳》的一支舞曲中露面。
2010年，卡約兒在电影《我的名字叫可汗》中出演女主角，再度和沙·茹克·罕合作。兩人自從九十年代起，便多次以情侶角色合作，被視為寶萊塢的經典銀幕情侶。

## 在電視節目中露面
2005年，卡約兒和丈夫阿杰·德乌根在阿米塔布·巴沙坎主持的電視節目千萬富翁（Kaun Bang Crorepati）上露面，  他們贏1,000万卢比 (155,300美元)的獎金。隨即捐獻給金奈的一所癌症醫院。她亦作為評判列席印度偶像（Indian Idol）歌唱節目。
著名導演卡蘭·約哈爾也曾邀請她和沙·茹克·罕出席他所主持的清談節目。讓兩大影星在《Kuch Kuch Hota Hai》之後重逢是導演的心願之一。另外卡約兒還同影星普萊荻·津達（Preity Zinta）在時裝節目上一同登臺。

## 外部連結
- 卡約兒在互联网电影资料库（IMDb）上的資料（英文）
- 卡約兒的Instagram帳戶